# Принцип розділення інтерфейсу
Принцип розділення інтерфейсу (англ. Interface Segregation Principle, ISP) — важливий принцип об'єктно-орієнтованого програмування, визначений Робертом Мартіном у такому вигляді:
|  | Клієнти не повинні залежати від методів, які вони не використовують. Оригінальний текст (англ.) The interface-segregation principle (ISP) states that no client should be forced to depend on methods it does not use. |

Отже, даний принцип означає, що занадто «товсті» інтерфейси необхідно розділяти на менші та специфічні, щоб їх клієнти знали лише про ті методи, що необхідні для них у роботі. Як результат, при зміні певного функціоналу, незмінними мають лишитися ті класи, що не використовують його. Тобто виконання цього принципу допомагає системі залишатися гнучкою при внесенні до неї змін та лишатися простою для рефакторингу.

## Приклад

### Приклад порушення ISP
Для прикладу порушення уявімо собі таку систему:
```
public
 
interface
 
Animal
 
{

	
void
 
eat
();

	
void
 
fly
();

	
void
 
bark
();

}

```

```
public
 
class
 
Bird
 
implements
 
Animal
 
{

	
@Override

	
public
 
void
 
eat
()
 
{

		
// деяка реалізація

	
}

	

	
@Override

	
public
 
void
 
fly
()
 
{

		
// деяка реалізація

	
}

	

	
@Override

	
public
 
void
 
bark
()
 
{

		
throw
 
new
 
UnsupportedOperationException
();

	
}

}

```

```
public
 
class
 
Dog
 
implements
 
Animal
 
{

	
@Override

	
public
 
void
 
eat
()
 
{

		
// деяка реалізація

	
}

	

	
@Override

	
public
 
void
 
fly
()
 
{

		
throw
 
new
 
UnsupportedOperationException
();

	
}

	

	
@Override

	
public
 
void
 
bark
()
 
{

		
// деяка реалізація

	
}

}

```

Що буде, коли в систему доведеться додавати новий клас, наприклад Cat? Легко здогадатися, якою буде його реалізація.

### Застосування ISP
Виходом з цієї ситуації є використання розділення інтерфейсу. Так званий «товстий» Animal варто розділити на наступні два інтерфейси: Flyable та Barkable.
```
public
 
interface
 
Animal
 
{

	
void
 
eat
();

}

```

```
public
 
interface
 
Flyable
 
{

	
void
 
fly
();

}

```

```
public
 
interface
 
Barkable
 
{

	
void
 
bark
();

}

```

```
public
 
class
 
Bird
 
implements
 
Animal
,
 
Flyable
 
{

	
@Override

	
public
 
void
 
eat
()
 
{

		
// деяка реалізація

	
}

	

	
@Override

	
public
 
void
 
fly
()
 
{

		
// деяка реалізація

	
}

}

```

```
public
 
class
 
Dog
 
implements
 
Animal
,
 
Barkable
 
{

	
@Override

	
public
 
void
 
eat
()
 
{

		
// деяка реалізація

	
}

	

	
@Override

	
public
 
void
 
bark
()
 
{

		
// деяка реалізація

	
}

}

```

Після застосування такого підходу класи стають «здоровими», з них зникають зайві методи.

### ISP та шаблони проектування
Проте інколи складається ситуація, що не дозволяє зробити такий рефакторинг. Тоді варто застосовувати архітектурне рішення, що надає паттерн Адаптер. Система набуває такого вигляду:
```
public
 
interface
 
Animal
 
{

	
void
 
eat
();

	
void
 
fly
();

	
void
 
bark
();

}

```

```
public
 
interface
 
Eatable
 
{

	
void
 
eat
();

}

```

```
public
 
interface
 
Flyable
 
{

	
void
 
fly
();

}

```

```
public
 
interface
 
Barkable
 
{

	
void
 
bark
();

}

```

```
public
 
class
 
FlyingAdapter
 
implements
 
Eatable
,
 
Flyable
 
{

	
private
 
Animal
 
animal
;

	

	
public
 
FlyingAdapter
(
Animal
 
animal
)
 
{

		
this
.
animal
 
=
 
animal
;

	
}

	

	
@Override

	
public
 
void
 
fly
()
 
{

		
animal
.
fly
();

	
}

	

	
@Override

	
public
 
void
 
eat
()
 
{

		
animal
.
eat
();

	
}

}

```

```
public
 
class
 
BarkingAdapter
 
implements
 
Eatable
,
 
Barkable
 
{

	
private
 
Animal
 
animal
;

	

	
public
 
BarkingAdapter
(
Animal
 
animal
)
 
{

		
this
.
animal
 
=
 
animal
;

	
}

	

	
@Override

	
public
 
void
 
bark
()
 
{

		
animal
.
bark
();

	
}

	

	
@Override

	
public
 
void
 
eat
()
 
{

		
animal
.
eat
();

	
}

}

```

Наслідки використання цього підходу наступні:
- клієнтський код працює лише з тією функціональністю, яка йому потрібна;
- в той же час, робота відбувається за допомогою сутностей старої системи, що не вимагає в ній будь-яких змін;
- подібний підхід знижує очевидність архітектурних рішень, прочитність коду, і має використовуватись тільки якщо зміна старої системи неможлива з певних причин.

## Переваги та недоліки
Серед плюсів варто відзначити наступні:
- при необхідності створення нової реалізації інтерфейсу немає потреби реалізовувати непотрібні методи;
- клієнтський код отримує лише те, що потрібне для його роботи.

Мінус використання полягає в зростанні кількості інтерфейсів, що приводить до зростання складності системи.

## Використання
SOLID — буква «I» означає принцип розділення інтерфейсу (англ. Interface Segregation Principle).